# Agrilinellus nuriae
Agrilinellus nuriae är en skalbaggsart som beskrevs av Dellacasa, Dellacasa och Gordon 2008. Agrilinellus nuriae ingår i släktet Agrilinellus och familjen Aphodiidae. Inga underarter finns listade i Catalogue of Life.